# Carlos Iturraspe Cuevas
Carlos Iturraspe Cuevas (Sant Sebastià, 10 de juny de 1910 - València, 10 d'agost de 1981) fou un futbolista basc de les dècades de 1930 i 1940 i posteriorment entrenador.

## Trajectòria
Començà a destacar a Madrid, on estudiava medicina, jugant als clubs Unión Sporting i Nacional. L'any 1933 fitxà pel València CF, club on passà la major part de la seva carrera durant 13 temporades, fins 1946. Amb el club del Túria guanyà dues lligues (1941-42 i 1943-44), una copa (1940-41) i arribà a quatre finals més. L'any 1938, en plena guerra, jugà amb el FC Barcelona a la Lliga Catalana, que guanyà el club blaugrana. Acabà la seva carrera al Llevant UE i CE Castelló.
Com a entrenador destacà durant les dècades de 1950 i 60, on entrenà a clubs com el Deportivo de La Coruña, València CF, Reial Betis o CD Málaga.

## Palmarès
- Lliga Catalana:
  - 1938
- Copa espanyola:
  - 1940-41
- Lliga espanyola:
  - 1941-42 i 1943-44